# El Colorado
El Colorado è una località del dipartimento di Pirané, nella provincia di Formosa, nell'Argentina settentrionale.

## Geografia
El Colorado sorge sulla sponda sinistra del fiume Bermejo, corso d'acqua che separa la provincia di Formosa da quella limitrofa del Chaco.
La località è situata a 187 km ad ovest da capoluogo provinciale Formosa.

## Storia
El Colorado fu fondata ufficialmente l'11 febbraio 1936.

## Infrastrutture e trasporti
El Colorado sorge all'intersezione tra la provinciale 1 e la provinciale 3. I collegamenti con l'antistante provincia del Chaco sono assicurati dal ponte Libertad, aperto nel 1957.